# In the Army Now (album)
In the Army Now je sedmnácté studiové album anglické rockové skupiny Status Quo, vydané v roce 1986 společností Vertigo Records. Jde o první album skupiny po obnovení činnosti s novou rytmickou sekcí, nově se zde představil baskytarista John „Rhino“ Edwards a bubeník Jeff Rich. Produkovali jej Dave Edmunds a Pip Williams. Obsahuje hitový singl „In the Army Now“, který se umístil na první příčce hitparád v několika zemích. Samotné album se v britské hitparádě (UK Albums Chart) dostalo na sedmé místo.

## Seznam skladeb
| Pořadí         | Název           | Autor                       | Délka |
| -------------- | --------------- | --------------------------- | ----- |
| 1.             | Rollin' Home    | John David                  | 4:26  |
| 2.             | Calling         | Francis Rossi, Bernie Frost | 4:04  |
| 3.             | In Your Eyes    | Rossi, Frost                | 5:08  |
| 4.             | Save Me         | Rossi, Rick Parfitt         | 4:25  |
| 5.             | In the Army Now | Rob Bolland, Ferdi Bolland  | 4:41  |
| 6.             | Dreamin'        | Rossi, Frost                | 2:55  |
| 7.             | End of the Line | Ricky Patrick, Parfitt      | 4:59  |
| 8.             | Invitation      | Rossi, Bob Young            | 3:16  |
| 9.             | Red Sky         | David                       | 4:14  |
| 10.            | Speechless      | Ian Hunter                  | 3:41  |
| 11.            | Overdose        | Pip Williams, Parfitt       | 5:25  |
| Celková délka: | Celková délka:  | Celková délka:              | 47:13 |

## Sestava
- Francis Rossi – zpěv, kytara
- Rick Parfitt – zpěv, kytara
- John Edwards – basová kytara, zpěv
- Andy Bown – klávesy
- Jeff Rich – bicí